# (5253) Fredclifford
(5253) Fredclifford est un astéroïde de la ceinture principale de la famille de Hungaria, également aréocroiseur.

## Description
(5253) Fredclifford est un astéroïde de la ceinture principale, de la famille de Hungaria. Il présente une orbite caractérisée par un demi-grand axe de 1,97 UA, une excentricité de 0,22 et une inclinaison de 28,8° par rapport à l'écliptique.

## Compléments